# Joan d'Arkel
Joan d'Arkel (en neerlandès Johan van Arkel) (nascut el 1314 - mort a Lieja l'1 de juliol de 1378) fou bisbe d'Utrecht de 1342 al 1364 i príncep-bisbe del principat de Lieja del 28 de juliol de 1364 fins a la seva mort.
Joan pertanyia a la casa d'Arkel, una vella família noble originària d'Arkel, una senyoria del comtat d'Holanda. Joan era el fill del comte Joan III d'Arkel i de Cunigonda de Virneburg, sa segona esposa. Després de la mort del seu predecessor a Utrecht, Joan III de Diest el 1340 va sorgir una divergència entre el candidat del capítol, Joan de Bronkhorst, i el del papa Benet XII Nicolau Capocci. Finalment, el comte Guillem IV d'Holanda va mitjançar i proposar Joan d'Arkel.
El seu predecessor va deixar el bisbat d'Utrecht com un protectorat al comtat d'Holanda. Joan va voler independitzar-se d'Holanda. Una missió que li va reeixir. També va arreglar les finances del bisbat, ajudat a la tasca pels edils de la ciutat d'Utrecht, que va destacar-se del comtat d'Holanda en concloure un acord amb el bisbe.
El 1364, Urbà V va anomenar Joan d'Arkel a Lieja. El 1366 va assegurar la integració del comtat de Loon al principat. El 1373 va haver d'acceptar l'erecció del tribunal dels XXII, un jutjat que permetia als habitants del principat de Lieja d'apel·lar contra les decisions unilaterals dels funcionaris bisbals. Aquesta institució ja va existir breument durant el regne d'Adolf de la Mark.
Van sebollir-lo el 1378 a la catedral d'Utrecht.